# Индустрија Белорусије
Индустрија игра важну улогу у привреди Белорусије. Године 2020. индустрија је чинила 25,5% белоруског БДП-а. Удео производње (без рударства, енергетике и водоснабдевања) у белоруском БДП био је 21,3% у 2019. Економска комисија Уједињених нација за Европу описала је Белорусију као „добро развијен индустријски сектор са висококвалификованом радном снагом“. У 2020. години 23,5% белоруске радне снаге је било запослено у индустрији. Укупна индустријска производња у 2019. износила је 115,7 милијарди белоруских рубаља (БР) (са. 54 милијарде долара); 2020. порастао је на 116,5 милијарди. Белоруска индустрија је извозно оријентисана: 2020. године извезено је 61,2% индустријске производње. Најзначајнији сектор је прехрамбена индустрија (29,9% учешћа у укупној прерађивачкој производњи). Остали добро развијени сектори индустрије су хемијска индустрија (прерада нафте, петрохемија, производња ђубрива и других хемијских производа), аутомобилска индустрија и производња остале машинске опреме.

## Преглед
Белоруска индустрија је углавном у државном власништву. Држава има удео до 100% у великим индустријским компанијама. У 2019. години 2,1% индустријских организација било је у директном власништву државе, запошљавале су 19% индустријских радника и производиле 13,4% индустријске производње. 3,1% индустријских организација су формално биле приватне, али су са државним учешћем (до 100%) запошљавале 42,2% радника у индустрији и производиле 52,3% индустријске производње. 88,8% организација у индустрији биле су приватне без икаквог државног учешћа (запошљавале су 34,5% радника у индустрији и производиле 28,4% индустријске производње), 6% су била предузећа у страном власништву (запошљавала 4,3% радника у индустрији и производила 5,9% индустријске производње). Индустријски објекти у државном власништву су подређени различитим државним органима у зависности од сектора индустрије: Министарство индустрије за машине и саобраћај, државни концерн за хемијску индустрију Белнефтехим, државни концерн за шумску индустрију и производњу намештаја Белесбумпром, државни концерн за текстил, конфекцију и обућарску индустрију Белегпром, државни концерн за прехрамбену индустрију Белгоспишепром.
Неколико великих компанија дало је огроман допринос укупној индустријској производњи. У 2019, 10 највећих производних компанија у Белорусији произвело је 34,4% укупне производње у производњи. Аналогно учешће 50 највећих компанија износило је 50,4%.
Белоруска држава љубоморно чува свој капитал; улазак савезника као што је Русија у заштићено подручје показао се тешким, ако не и немогућим, јер је влада у Минску наплаћивала превисоке цене за контролне уделе.
Доминација великих државних предузећа негативно је утицала на мала и средња предузећа у индустрији. У 2019. години средње, мале и микроорганизације запошљавале су 28,6% радне снаге у индустрији и произвеле 18,4% индустријске производње. Ове организације су биле најактивније у производњи производа од дрвета и папира укључујући штампарије (47,1% производње у овом сектору), а најмање у прехрамбеној индустрији (13,9% производње у овом сектору), производњи хемијских производа (13,2%) и петрохемији (нема компанија).
Неки индустријски објекти приватизовани су 1990-их, често од стране њихових радника. Неколико фабрика (и успешних и финансијски пропалих) је национализовано током владавине Александра Лукашенка обично без накнаде:
- Пинскдрев холдинг за обраду дрвета и намештаја (Пинск)[12]
- Комунарка, кондиторска фабрика (Минск)[13]
- Фабрика бицикала и мотоцикала Мотовело (Минск)
- Барановичидрев (Баранавичи)
- Објекат за обраду дрвета Борисовдрев (Борисов)
- Фабрика кондиторских производа Спартак (Гомељ)
- Фабрика кондиторских производа Красни писшевик („Црвени произвођач хране“; Бабрујск)
- Фабрика обуће Луч (Минск)
- Минска фабрика лежајева
- Фабрика керамичких плочица Керамин (Минск)
- Брест, фабрика тепиха
- Фабрика слада Белсолод (Иванава)
- Фабрика за ремонт авиона Орша
- Минскинтеркапс, фармацеутски произвођач[12][13]

Укупна нето добит (после опорезивања) у индустрији износила је 6591,2 милијарде БР у 2019. години, у односу на 3141,6 милијарде БР у 2018.

## Структура
У 2020. удео производње у укупној индустријској производњи је био 88,3%, удео производње и снабдевања енергијом - 8,9%, удео водоснабдевања -  1,7%, удео рударске индустрије - 1,1%.
Национални статистички комитет Белстат користи ОКЕД класификацију индустрија за статистичке сврхе. У 2020. години осам сектора је имало више од 5% удела у производњи:
- Прехрамбена индустрија — 29,9%
- Производња рафинисаних нафтних деривата — 13,1%
- Хемијска индустрија — 9,1%
- Производња пластике, гуме и других неметалних  производа — 7,9%
- Металургија и производња металних производа (осим транспорта и опреме) — 7,3%
- Производња машина и опреме која није укључена у друге ОКЕД групе[б] — 7,1%
- Производња производа од дрвета и папира — 5,8%
- Производња возила и транспортне опреме — 5,1%

Други национални извори, укључујући белоруску енциклопедију, користе различите совјетске класификације индустрија (индустрија горива, хемијска и петрохемијска индустрија, машиноградња и металопрерађивачка индустрија, итд.).
Међународни извори користе другачије класификације индустрија.

### Прехрамбена индустрија
Прехрамбена индустрија (производња прехрамбених производа, пића и дуванских производа) је највећи сектор белоруске индустрије. У 2019. години у прехрамбеној индустрији је било активно 1131 предузеће које је запошљавало 138,2 хиљаде радника и имало 1182,2 милиона БР нето добити (после опорезивања). Повраћај од продаје у прехрамбеној индустрији био је 8,4% у 2019. У 2019. години учешће млечних производа у укупној производњи у прехрамбеној индустрији износило је 28,6%, месних производа — 24,2%, сточне хране — 12,4%, пића — 8%, уља и масти — 4,4%, кондиторских производа — 4,3%. Највеће компаније у сектору налазе се у централној и западној Белорусији.
Белоруске компаније су 2020. године произвеле 1060,6 хиљада тона меса и јестивих нуспроизвода, 264,8 хиљада тона кобасица, 2100 хиљада тона млечних производа од пуномасног млека (у еквиваленту сировог млека), 119,5 хиљада тона путера, 269,2 хиљаде тона сира, 69,5 хиљада тона чоколаде и кондиторских производа, 16,3 милиона децилитара дестилованих пића, 43 милиона децилитара пива, 43,5 милиона децилитара безалкохолних пића. У 2019. години произведено је 638,9 хиљада тона шећера и 430,9 хиљада тона соли.
Четири велике пиваре производе скоро 90% пива у Белорусији: Криница (Минск, државно), Аливарија (Минск, већи удео у власништву Карлсберг Групе), Сјабар - Хејнекен (Бабрујск), Лидско Пиво (Лида, власништво финске фирме Олви). Четири велике пиваре у Минску (Аливарија), Бабрујску, Лиди и Речици купиле су мултинационалне корпорације 2000-их и почетком 2010-их. Почетком 2000-их, пивара Криница у Минску постигла је споразум са руском Балтика пиваром о преносу свог контролног удела на Балтику у замену за инвестиције, али је касније једнострано напустила договор.
Минск Кристал је највећа дестилерија која производи 4,81 милион дл вотке и сличних пића, или око 34% потрошње вотке у Белорусији. Државне дестилерије у Бресту, Витепску, Гомељу, Гродну иКлимавичију су други велики тржишни учесници који производе више од милион дл вотке и сличних пића. Неколико приватних дестилерија је активно у секторима, од којих је највећа Аквадив (Молодечански округ) у сувласништву Владимира Пефтијева и Минск Кристала.
Процењује се да белоруске компаније производе 2,4% млечних производа у свету. У 2019, Белорусија је извезла 2384,9 милиона долара млечних производа и јаја, 926 милиона долара меса и месних производа, 575 милиона долара поврћа и воћа, 201,5 милиона долара пића.

#### Цигарете
Према белоруској класификацији, производња цигарета је део прехрамбене индустрије. Фабрика дувана Гродно је највећи произвођач цигарета у земљи. Александар Лукашенко је 2019. дао свом сараднику Алексеју Алексину ексклузивно право на увоз дуванских производа; Алексин је такође почео да гради нову фабрику дувана код Минска. Цигарете произведене у Белорусији често се кријумчаре у друге земље због ниских стопа акциза у Белорусији.

### Хемијска индустрија
Белорусија има неколико великих хемијских фабрика изграђених у време Совјетског Савеза. Белоруска статистичка агенција Белстат тренутно разликује два сектора хемијске индустрије — „производњу кокса и рафинисаних нафтних деривата“ и „производњу хемијских производа“. Језгро сектора прераде нафте чине две фабрике: рафинерија Нафтан у Наваполацку и рафинерија у Мозиру. Главни подсектор производње хемијских производа је производња ђубрива (76,5% производње у производњи хемијских производа у 2019), остали значајни подсектори су производња синтетичких влакана (6,3%), кућна хемија (5,1%), лакови и боје (4,9%).
У 2020. години белоруске компаније су произвеле 3224,4 хиљаде тона моторног бензина, 5825,6 хиљада тона дизел горива, 8698 хиљада тона минералних и хемијских ђубрива, 205,8 хиљада тона хемијских влакана. У 2019. години прерађено је 17.853 хиљаде тона сирове нафте. Од 8553,4 хиљаде тона произведених ђубрива у 2019. години, 7348,2 хиљаде тона су била калијумска ђубрива, 988,2 хиљаде тона — азотна ђубрива, 217 хиљада тона — фосфорна ђубрива. У 2019, белоруске компаније су произвеле и 1100,8 хиљада тона амонијака, 1005,4 хиљаде тона сумпорне киселине и олеума, 741,4 хиљаде тона полимера (у примарним облицима), 216,4 хиљаде тона синтетичких влакана, 68,8 хиљада тона детерџента, 26,2 хиљада тона пестицида, 5,7 хиљада тона козметике за кожу.
У сектору прераде нафте у 2019. години радило је 38 предузећа са 13,1 хиљаду радника и 492 предузећа у производњи хемијских производа са 48 100 хиљада радника. Укупна индустријска производња у сектору прераде нафте износила је 16,672 милиона БР (око 7,8 милијарди долара), у хемији - 10,413 милиона БР  (око 4,8 милијарди америчких долара).
Већином великих компанија у сектору управља влада преко државног предузећа Белнефтехим подређеног Већу министара.
Највећа компанија је Белорускалија (100% у државном власништву) која је један од највећих произвођача калијумских ђубрива у свету, њено глобално тржишно учешће се процењује на 16%. Остале велике фабрике су:
- Рафинерија нафте Нафтан у Наваполацку (99,83% у државном власништву[32])
- Рафинерија нафте Мозир (42,77% у државном власништву,[33] руски Роснефт поседује велики удео)
- Белшина, фабрика гума у Бабрујску (100% државно[34])
- Гродно Азот, фабрика азотних ђубрива у Гродну (99,97% у државном власништву[35])
- Могиљовхимволокно, фабрика синтетичких влакана у Могиљову (90,45% у државном власништву[36])
- Химволокно, фабрика синтетичких влакана у Гродну (тренутно — огранак Гродно Азота)
- Фабрика синтетичких влакана у Светлагорску (100% државно власништво[37])
- Полимир, произвођач пластике у Наваполацку (тренутно — филијала Нафтана)

Александар Лукашенко је 2012. године пренео угашену фабрику протеинско-витаминских концентрата који се користе у сточарству у Наваполацку компанији Интерсервис у власништву његовог наводног сарадника Николаја Варабеја за изградњу треће рафинерије нафте. До 2021. године рафинерија није изграђена.
Крајем 2010-их почела је велика реконструкција Рафинерије нафте Нафтан. Према званичном сајту Белнефтехима, у реконструкцију је уложено преко милијарду долара. До јуна 2021. године модернизација Нафтана није завршена, укупан износ инвестиција процењен је на 1,6 милијарди долара.
Белоруске рафинерије нафте су критично зависне од увоза руске нафте преко нафтовода Дружба. У 2020. поново су објављени планови за диверсификацију увоза нафте користећи литванске и украјинске луке. Нафтни спорови са Русијом су главно политичко питање у билатералним односима. Белорусија користи неколико малих налазишта нафте (производе се око 1,5-1,7 милиона тона сваке године), али се сирова нафта извози преко нафтовода Дружба. Значајна лежишта уљних шкриљаца се не користе (2021.).
Беларускалија производи калијумска ђубрива користећи сирове минерале (силвинит и карналит) из локалних рудника у Полеској низији, Гродно Азот користи велике количине увезеног природног гаса за производњу азотних ђубрива, Гомељска хемијска фабрика увози сирове минерале за производњу фосфорних хемијских ђубрива и других хемијских ђубрива.
Извоз рафинисане нафте и хемијских производа су главни део белоруске спољне трговине. Белорусија је 2019. извезла 6259,7 милиона долара нафте, њених производа и сродних материјала (18,99% укупног извоза; у 2018. су премашили 8 милијарди долара) и 3259 милиона долара ђубрива (9,89% извоза).

### Аутомобилска индустрија и друге машине
Аутомобилска индустрија у Белорусији настала је 1940-их година када је изграђена Минска аутомобилска фабрика (МАЗ). Педесетих година 20. века производња шлепера је премештена из МАЗ-а у фабрику БелАЗ у Жодзину. 1991. фабрика МЗКТ се одвојила од МАЗ-а. У периоду 1992–1993, МАЗ је почео да производи аутобусе, а фабрика Белкомунмаш у Минску почела је да производи тролејбусе. Велики број фабрика за производњу аутомобилских јединица налази се у Белорусији (Баранавичи, Барисав, Гродно, Минск и други градови). Највећи произвођачи пољопривредне опреме су Мински тракторски комбинат (МТЗ, Минск) и Гомселмаш (Гомел), друге велике фабрике налазе се у Лиди и Бабрујску. Белоруска фабрика тешких дампера БелАЗ процењена је за једну од највећих у свету.
Највеће фабрике су у 100% државном власништву: МТЗ, МАЗ, МЗКТ, Гомселмаш, БелАЗ. Градско веће Минска има 99,45% удела у Белкомунмашу (БКМ). Државне фабрике у сектору су економски независне и формирају холдинг компаније са мањим фабрикама. Сектор је под надзором Министарства индустрије Белорусије. Контролни удео произвођача грађевинских и шумарских машина Амкодор (бивша фабрика „Ударник” у Минску) је у власништву Александра Шакуцина, кога је Савет Европске уније препознао као особу „која је највише профитирала од приватизације током Лукашенковог мандата на месту председника”.
У 2020. години произведено је 39,5 хиљада трактора (за пољопривреду и шумарство), 2,5 хиљада машина за обраду метала, 9,1 хиљада камиона и 1349 аутобуса (без тролејбуса). У 2019. години произведено је 1451 аутобуса, 133 тролејбуса, 1062 специјалних возила, 2464 теретних приколица и полуприколица, 3428 мотоцикала, 67,2 хиљаде бицикала, 62 путничких железничких вагона (укључујући вишеструке јединице и вагоне), 2946 шинских возила. Пољопривредне машине (укључујући и самоходна возила) произведене у 2019. години обухватале су 640 комбајна (за житарице), 254  комбајна за сточну храну, 6270 пољопривредних приколица и полуприколица.
Белорусија има два састављача аутомобила из комплета СКД : BelGee (заједничко предузеће белоруског државног БелАЗ-а и кинеског Geely-а) и Унисон (приватна компанија која користи некадашње радионице Форд Униона). Број произведених аутомобила:
| 2015  | 2016   | 2017  | 2018   | 2019   |
| ----- | ------ | ----- | ------ | ------ |
| 8.681 | 10.348 | 3.856 | 11.122 | 20.584 |

Белорусија нема специјализованог произвођача лаких комерцијалних возила, али је МАЗ два пута покушао да уђе на тржиште: 2010. године представљени су МАЗ-181 и 182 (на основу кинеских копија Toyota HiAce H100). У 2019. години, МАЗ је представио МАЗ-3650 и МАЗ-281, склопљене минибусе.
Једини произвођач мотора са унутрашњим сагоревањем је Минск Мотор Завод (ММЗ), али је специјализован за производњу дизел мотора за тракторе и тешке камионе. МАЗ је већину својих мотора добијао из Јарославске фабрике мотора у Русији и од европских произвођача. Крајем 2010-их, основано је заједничко предузеће са кинеском Weichai Power за склапање мотора за МАЗ у Белорусији. У 2019. години у Белорусији је произведено 66,7 хиљада мотора.
- МАЗ-6501 дампер
- MAZ-215 аутобус
- AKSM-321 тролејбус
- BelAZ-75600 тегљач
- 4522 и 3525 трактори
- Stadler M110/111 метро воз

Белорусија има два произвођача железничких вагона у Могиљову и Асиповичију. Швајцарски произвођач Штадлер Реил основао је фабрику за монтажу у Фанипаљу код Минска за производњу путничких возова. Депо Лида Белоруске железнице извршио је велику прераду дизел електричне локомотиве ЧМЕ3 дајући јој ново име ТМЕ1.
Белорусија нема произвођаче ваздухоплова, али током совјетске ере у Белорусији су изграђене три фабрике за поправку авиона: бр. 558 у Баранавичију (поправља војне авионе; такође производи беспилотне летелице), бр. 407 у Минску (поправке цивилних авиона), бр. 571 у Балбасаву близу Орше (ремонтовање бомбардера Ту-16 и Ту-22, недавно променио специјализацију у хеликоптере).

#### Војна индустрија
Белорусија је наследила добро развијену војну индустрију из совјетског доба. Према Стокхолмском међународном институту за истраживање мира, Белорусија је била двадесети највећи извозник великог оружја у петогодишњем периоду 2014–2018; њени главни клијенти били су Вијетнам, Судан и Мјанмар. Русија је још један кључни клијент за фабрике МАЗ и МЗКТ.
- Полонез вишецевни ракетни бацач
- Борбено возило Кајман
- Оклопно возило Витим
- Фабрика за ремонт авиона Минск

### Металургија и производња металних производа
Белоруска челичана (БМЗ) у Жлобину (саграђена 1980-их од стране аустријске компаније Весталпине) је највећа фабрика у том сектору у Белорусији. Друге значајне фабрике су Могиљевска железара и Речичка фабрика метала. У металургији и производњи металних производа (осим транспорта и других машина) у 2019. години радило је 1757 предузећа, запошљавали су 57,7 хиљада радника и производили 788,9 милиона БР (око 3,7 милијарди америчких долара) индустријске производње. Крајем 2010-их, аустријски и немачки инвеститори изградили су фабрику челика Мјори (ММПЗ) за производњу ваљаног челика и белог лима и извозе већину своје производње.
Државне фабрике у Жлобину, Могиљову и Речици део су белоруске металуршке холдинг компаније.
Белоруске компаније су у 2019. години произвеле 2717,7 хиљада тона челика, 2502,8 тона ваљаног челика, 227,2 хиљаде тона челичних цеви, 727 км топлотно изолованих челичних цеви, 392,7 хиљада тона хладно вучене нелегиране челичне жице, 89,2 хиљаде тона челичне жице.
Белорусија има два значајна налазишта руде гвожђа, али нису у употреби (2021.).
Белоруска металургија је извозно оријентисана, земља је била међу првих 10 у свету по извозној оријентацији индустрије челика. У 2019, Белорусија је извезла 1222,8 милиона долара гвожђа и челика, 939,9 милиона долара општих металних производа, 206 милиона долара обојених метала.

### Електрични уређаји, комуникациони производи, електроника
Белорусија има два велика произвођача апарата за домаћинство основана у Совјетском Савезу — Хоризонт (првобитно произвођач радија касније је прешао на производњу телевизора и кућних апарата) и Атлант (бивши Мински завод за фрижидере, касније почео да производи неколико других кућних апарата). Неколико мањих фабрика је у функцији: две фабрике Торгмаш у Баранавичију и Гродну производе кухињске апарате (иако су њихова првобитна специјализација били апарати за угоститељство), Брест радиотехничка фабрика производи електричне шпорете и грејалице, Амкодор-БелВАР (бивша фабрика инструментације у Минску) производи кухињске апарате и уређаје за контролу климе. Један број малих приватних предузећа је такође активан у овом сектору индустрије.
У 2019. години белоруске компаније су произвеле 815 хиљада фрижидера, 882 хиљаде микроталасних пећница, 392,9 хиљада електричних шпорета, 168 хиљада машина за прање веша, 56 хиљада електричних машина за млевење меса, 71 хиљада електричних соковника, 0,4 хиљаде електричних пегли.
Минска електротехничка фабрика производи електричне трансформаторе и електричне плоче, фабрике у Могиљову, Луњинецу и другим градовима производе електромоторе за посебне намене, фабрике у Мозиру, Гомељу, Витепску, Минску и Шчучину производе каблове. У 2019. години произведено је 533,3 хиљаде трансформатора, 545,3 хиљаде електромотора, 78,7 хиљада км оптичких каблова, 7952 тоне изолованих жица за намотаје.
2019. Белорусија је имала две фабрике које производе акумулаторске батерије. У Бресту је изграђена трећа фабрика акумулатора, али се суочила са еколошким протестима. У 2019. години белоруске компаније су произвеле 280 хиљада акумулаторских батерија.
Једини велики произвођач сијалица је Брестска фабрика. Производи сијалице под сопственим брендом Белсвет, као и под међународним брендовима General Electric и Philips. У 2019. години произведено је 38 милиона сијалица, што је било знатно мање од 105 милиона сијалица у 2016.
Електроника и компјутери
Минск је био један од центара развоја и производње раних совјетских рачунара. Рачунари „Минск“ су се производили углавном у фабрици Серго Орџоникидзе у Минску (касније — МПОВТ, Минска производна група за рачунарске машине). У МПОВТ-у је 1979. пуштена у рад фабрика штампаних плоча. Током 1990-их и 2000-их, МПОВТ је прешао на производњу других производа.
Фабрика Интеграл у Минску изграђена је у совјетско доба за производњу интегрисаних кола средњег нивоа и потрошачке електронике. Неколико произвођача електронских производа у другим градовима Белорусије тренутно је део холдинг компаније Интеграл.
У 2019. години у Белорусији је произведено 93 милиона диода и транзистора и 1511 милиона интегрисаних кола.

### Шумарска индустрија
Прерада дрвета посеченог у богатим белоруским шумама је добро развијен сектор белоруске индустрије. Фабрике у овом сектору под контролом државе управља концерн Белесбумпром.
Влада је 2007. године започела модернизацију 9 великих фабрика за прераду дрвета. Укупан износ инвестиција премашио је милијарду долара. Међутим, то је довело до финансијске деградације модернизованих фабрика. Недостатак анализе тржишта продаје и низак технички ниво неких нових опрема су наведени као главни разлози неуспешне модернизације у сектору. Такође је саопштено да је модернизацију наметнуо Белесбумпром, док су менаџери неколико фабрика били против. Један од главних проблема био је велики (скоро два пута) пад цена иверице и медијапана. Ове фабрике су 2016. године обједињене у јединствену државну холдинг компанију. У 2018. свих девет модернизованих фабрика било је нерентабилно. У 2019. само три модернизоване фабрике су биле профитабилне, али су и оне имале велике дугове.
Највећа фабрика за обраду дрвета и произвођач дрвеног намештаја је Пинскдрев у Пинску. Приватизована је 1990-их, али је национализована 2011.
Поред модернизације државних фабрика за прераду дрвета, страни инвеститори су изградили неколико нових погона. Аустријски Кроноспан изградио је фабрике у Смаргоњу и Могиљову, литванске компаније ВМГ и СБА изградиле су још једну фабрику у Могиљову, пољске, естонске и шпанске компаније су такође улагале у овај сектор.
Највећи погон у индустрији папира је Светлагорска фабрика целулозе и картона (СЦК). Током 2010-их, влада је узела зајам од Кине од 654 милиона америчких долара за проширење СЦК-а изградњом постројења за бељење целулозе. Због неколико проблема износ инвестиција је повећан на милијарду долара и пуштање у рад је одложено. Модернизација је критикована због финансијских и еколошких питања. 2019. године раскинут је уговор са кинеском извођачком компанијом. Еколози тврде да је објекат изграђен у близини града упркос томе што је изабрана веома прљава технологија (користи сумпор и хлор). Мештани тврде да је јак непријатан мирис (вероватно изазван метантиолом) почео да се шири. 2020. године, нови објекат је пуштен у рад. У фебруару 2021. године, влада је увела царине на увоз за неке  СЦК производе (вероватно да би помогла компанији). У јуну 2021. године, СЦК је извршио додатну емисију акција која се сматра индиректном државном подршком.
Средње фабрике папира налазе се у Добрушу, Шклову, Слониму, Барисаву и Чашникију. У Минску и Гомељу постоје две фабрике тапета. Државна добрушка фабрика папира „Херој рада” модернизована је 2010-их година изградњом новог картонског погона кинеским кредитом. 2018. године раскинут је уговор са кинеском грађевинском компанијом. Првобитно је било планирано да се изградња заврши 2015. године, али је одложено за 2017. и касније за 2020. годину. Коначно је пуштена у рад 1. јуна 2021. године, али је фабрика морала да узме нове кредите да би завршила пуштање у рад. Укупан износ инвестиција у овај пројекат процењен је на 350 милиона долара.
Белорусија је 2019. извезла 728 милиона долара производа од дрвета (без намештаја), 592 милиона долара намештаја, 225 милиона долара папира и картона и других производа од целулозе. Белорусија је такође значајан извозник сировог дрвета (686 милиона долара у 2019.).

### Грађевински материјал
Током совјетске ере, Белорусија је имала само две цементаре и увозила је значајан део цемента за изградњу из других република СССР-а. Изградња нове цементаре у Касцјуковичију започета је 1980-их, а завршена је 1990-их. Цементаре у Кричаву и Касцјуковичију су у 100% државном власништву. Фабрика у Вавкавском рејону је делимично приватизована (50% од 2002. године), али је касније учешће државе повећано на 91%. Током 2012. и 2013. године пуштени су у рад нови производни погони изграђени уз кинеску финансијску и техничку подршку, али се касније показало да су претерани због промене тржишта. Повећане цене енергената и висока цена производње компликовали су финансијску ситуацију фабрика. Влада је касније пружила огромну финансијску помоћ овим фабрикама како би им помогла да отплате своје кредите. Такође је саопштено да је квалитет кинеске опреме за производњу цемента био нижи од очекиваног. Ова модернизација је критикована да није узела у обзир могуће промене на тржишту и није анализирала конкурентност производње. Упркос постојању планова за извоз вишкова цемента, постали су неисплативи јер је цемент био скупљи од цемента произведеног у Русији.
2019. године, три фабрике цемента добиле су скоро 900 милиона долара државне подршке. Александар Лукашенко је 2019. године одредио да Фабрика цемента Кричав мора да отплати дугове од 2038–2049, белоруска цементара у Касцјуковичију, од  2028–2038, цементара из Вавкавског рејона, од 2030–2037. Такође су биле ослобођени пореза на земљиште и пореза на имовину до 2049, 2038. и 2037. године. И поред ове финансијске подршке, све три фабрике цемента биле су нерентабилне у 2019.
У 2014. производња цемента достигла је врхунац — 5617 хиљада тона. У 2020. години производња цемента износила је 4736 хиљада тона.

### Рударство
У Белорусији, рударство се сматра делом индустрије, док се глобално обично сматра делом примарног сектора привреде. У 2019. години биле су активне 42 организације. 58,1% њене производње је била сирова нафта (Белоруснефт).

## Спољна трговина
Извоз индустријске робе  износио је 31.991 милион долара у 2018. и 30.871 милион долара у 2019. У периоду 2015–2019, од 57% до 63% индустријске производње се извозило сваке године.
2021. године Национални статистички комитет Републике Белорусије престао је да објављује извештаје о неколико аспеката спољне трговине након што су ЕУ, САД, УК и друге земље увеле санкције Белорусији.
Белоруски извоз по секторима производње у 2019:
- Рафинисани нафтни производи — 5548 милиона долара
- Хемијски производи (искључујући рафинисане нафтне деривате) — 5052 милиона долара
- Прехрамбена индустрија — 4963 милиона долара
- Остале машине — 2373 милиона долара
- Основни метали и производи од метала — 2295,7 милиона долара
- Транспортна возила и опрема — 1869 милиона долара
- Гума, пластика и други неметални производи — 1674,5 милиона долара
- Производи од дрвета и папира — 1662 милиона долара
- Текстил и одећа — 1358 милиона долара
- Електрична опрема — 1030 милиона долара
- Остали сектори — мање од милијарду долара

У 2019, према Белстату, главне дестинације белоруског извоза индустријске производње биле су Источна Европа (19,8 милијарди УСД), Северна Европа (4,16 милијарди УСД), Западна Европа (2,46 милијарди УСД), Јужна и Централна Азија (1,78 милијарди УСД). Три главне земље у које је извезена индустријска роба у 2019. биле су Русија (41,5%, 13,7 милијарди долара), Украјина (12,6%, 4,1 милијарди долара) и Велика Британија (7%, 2,3 милијарде долара), још три земље су увезле нешто више од 1 милијарде америчких долара: Немачка, Пољска и Литванија. Укупан извоз индустријских производа у Европску унију износио је 7,8 милијарди долара у 2017. години, 10,2 милијарде долара у 2018. и 8,4 милијарде долара у 2019.

## Санкције и заобилажење
ЕУ, САД, Велика Британија, Канада и друге земље санкционисале су бројне белоруске фабрике у државном власништву након избора 2006, 2010, 2012. и 2020. године. 2020. и 2021. ЕУ је увела санкције неколико организација, укључујући велике индустријске компаније:
- МАЗ (аутомобилска индустрија)
- МЗКТ (аутомобилска индустрија, одбрана)
- БелАЗ (аутомобилска индустрија)
- Агат-Електромеханички погон (одбрана)
- 140. ремонтно постројење (одбрана)

ЕУ је 24. јуна 2021. увела секторске санкције које су утицале на производњу нафте и ђубрива, дуванску индустрију, набавку опреме двоструке намене и приступ финансијским тржиштима ЕУ од стране белоруске владе.
САД су 2021. обновиле санкције белоруској хемијској индустрији (претходно суспендоване, али нису укинуте):
- Концерн Белнефтехим
  - Нафтан (рафинерија нафте)
  - Белшина (фабрика гума)
  - Гродно Азот (фабрика ђубрива)
  - Гродно Химволокно (фабрика синтетичких влакана)
  - Лакокраска (фабрика хемијских боја)
  - Полотск-Стекловолокно (фабрика оптичког влакна)

САД су такође увеле санкције фабрици дувана Гродно заједно са још неколико неиндустријских компанија.
У периоду 2020—2021, белоруске власти су улагале различите напоре да заобиђу западне санкције. Такође су сакрили статистику како би спречили откривање начина на који се они користе да се заобиђу и прате њихови ефекти. Конкретно, приступ подацима о производњи и извозу санкционисане робе постао је ограничен на јавност. У октобру 2021. Белстат је почео да крије податке о извозу трактора и камиона. Укупан класификовани извоз у периоду јануар-август 2021. процењен је на 8,2 милијарде долара. У септембру 2021, Александар Лукашенко је поменуо министра индустрије и потпредседника владе као људе који су организовали заобилажење санкција. Оптужио је и неколико радника државних фабрика да су прикупљали информације о начинима заобилажења санкција и запретио им затвором. Белоруски КГБ је ухапсио 13 радника из фабрике ђубрива Гродно Азот, Рафинерије нафте Нафтан, челичане БМЗ и Белоруске железнице у могућој вези са овим. Пријављено је да су неки од њих оптужени за државну издају. Најмање двојица од њих су касније пуштени.
У јуну 2021, Белоруснефт је уклоњен из подређености Белнефтехиму. Веровало се да је овај потез повезан са санкцијама.

## Коментари
1. ↑  рус.
2. ↑  Manufacturing of tractors, bearings, agricultural equipment, machine tools, off-road haul trucks, non-domestic refrigerators, etc.
3. ↑  Excluding processed (melted) cheese.
4. ↑  According to Belarusian classification, this group of goods is called "vodka and liquor-vodka products".
5. ↑  Not necessarily only Belarusian-produced goods.